# Gladys Davis
Gladys Mary Davis (29 de julio de 1893-23 de mayo de 1965) fue una deportista británica que compitió en esgrima, especialista en la modalidad de florete. Participó en los Juegos Olímpicos de París 1924, obteniendo una medalla de plata en la prueba individual.

## Palmarés internacional
| Juegos Olímpicos | Juegos Olímpicos | Juegos Olímpicos | Juegos Olímpicos   |
| Año              | Lugar            | Medalla          | Prueba             |
| ---------------- | ---------------- | ---------------- | ------------------ |
| 1924             | París (Francia)  | Medalla de plata | Florete individual |